# ジェローム・フランク

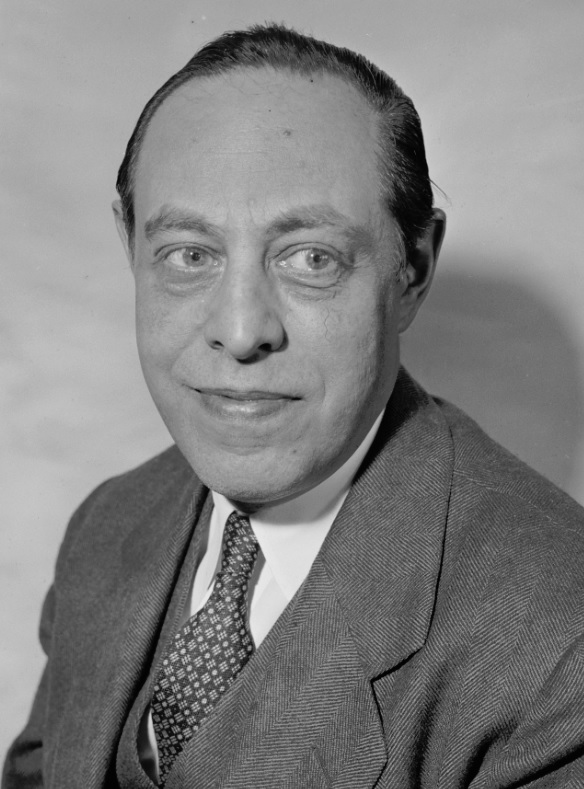
Frank (1939)

ジェローム・ニュー・フランク（Jerome New Frank、1889年9月10日 – 1957年1月13日）は、アメリカの法学者、弁護士、裁判官、行政官。リアリズム法学運動の主導者の一人。

## 人物
1889年、ニューヨークで生まれる。1912年、シカゴ大学を優秀な成績で卒業し、秀才が集うファイ・ベータ・カッパに推薦された。また、同年にイリノイ州弁護士試験に合格してシカゴで開業し、10年余りで会社法の専門家として名を上げた。その後ニューヨークに移り、偶像破壊的見解を著した『法と近代精神』で学界を席巻し、大学講師も務めるようになった。さらにワシントンに移ってフランクリン・ルーズベルトの下でニューディール政策期の政府要職を歴任し、連邦巡回区控訴裁判所の判事に任ぜられた。このように、法学者、弁護士、裁判官、行政官として法学の理論と実践に渡り多彩な活動に取り組んだ万能選手であった。彼は生涯、6冊の書と50以上の論文を残した。

## 思想
リアリズム法学の主導者の一人で、ホームズ、パウンド、カードーゾら初期リアリストのプラグマティズム法学の実証的傾向を継承して社会学的観点を採り入れるばかりでなく、ジークムント・フロイトの精神分析学の理論を好んで導入した。
そもそもリアリズム法学の傾向は、初期リアリストよりも戦闘的・偶像破壊的・懐疑的、さらには虚無的であり、パウンドによって皮肉をこめてネオ・リアリストと呼ばれた。そしてネオ・リアリストは、年を経て微温的になり実証派の中でも右翼側に移行したパウンドらと袂を分かち、左翼側として激しく論争した。
しかし、フランクはこのリアリズム法学陣営の中でも極左の革命的過激分子であり、盟友であるはずのルウェリンのリアリズムを疑問視し、論敵パウンドと一束に扱った。ルウェリンは晩年"The Common Law Tradition"を著し、フランクに対し憎悪と軽侮に満ちた批判を浴びせた。
フランクは『法と現代精神』において、判決の予測など全くの幻想である、なぜなら、判決を決定するのは裁判官の政治的信条や虫の居所、あるいは最終的には一種の「勘(hunch)」と言うべきだからである、と論じた。彼は当時の諸社会科学の中で最も自然科学に接近していた心理学、特にフロイトの精神分析学やゲシュタルト心理学、行動主義心理学に頼って、実験主義的・行動科学的な法学研究の先鞭をつけた。すなわち、法体系の完全さと法的確定性(legal certainty)を確信し、司法過程を
- R(legal Rule,法的ルール)×F(Facts of case,事実)=D(court's Decision,判決)

と捉える物神崇拝的態度ではなく、
- S(Stimuli,刺激)×P(Personality,パーソナリティ)=D(court's Decision,判決)

の仮説に立って、司法過程を実験的に研究することで初めて、「裁判所が実際に行うところ」(ホームズ)の研究になるとした。つまり判決とは、事実と法的ルールの関数ではなく、裁判官個人のパーソナリティと彼に加わる刺激の関数である、と考えたのであった。
このように、彼は法における偶像(idola)の打破を掲げて、「法は将来起こりうる一切の紛争を予定し、予め解決するものである」という分析法学的な誤謬(彼はこれを「基本神話」"Basic Myth"と呼んだ)に闘いを挑んだ。そして、基本神話(法的確定性の神話)を信じたいという態度(wishful thinking)の発生原因につき、次のように説明する。
精神分析学的説明子供時代に父親を究極視・絶対視する結果、父親が現実に欠陥や無力を露呈した後も、父親らしい威厳と無謬性のコンプレックスは消えない。支配者として幼児に判決を下す父親に裁判官がとって代わり、法的確定性の神話を存続させる。
宗教的説明法の起源は宗教にあったため、宗教的な憧れが法の中に神を見いだし、法的確定性の神話を生んだ。
ビーリズム基本神話の最も有力な信者であるハーバード大学教授・ビールを通じて、円熟老成の裁判官ホームズを除くすべての法律家に基本神話は感染している。パウンド、カードーゾらとて例外ではない。
後の『裁かれる裁判所』においては、この極端な「ルール懐疑主義"rule-skepticalism"」をさらに一歩進め、事実認定の客観性に問題を投げかけた。すなわち、事実認定の過程においては裁判官や陪審員の心証や偏見と言った非合理的ファクターが重要な役割を演じ、それがますます法の不確定性を増大させるとした。このように、彼は穏健なルウェリンらのルール懐疑主義にとどまらない、「事実懐疑主義"fact-skepticalism"」にまで突き進み、感情的な事実認定のあり方を批判し、適切な訓練を積んだ職業裁判官による事実認定制度を提唱した。
これらの主張は司法過程の非合理的側面を誇張しすぎる傾向があったため、裁判実務や法学に全面的に受容されることこそなかったが、裁判の法創造的特質や、非法学的諸ファクターへの関心を浸透させ、伝統的な機械的法学の司法観を克服するのに役立った。フランクの主張を受けた一部の行動科学者は、実験的・計量的な司法過程研究を精緻に行っているが、当時のフランク自身にそれを実現する専門的技量はなかった。こうして見るとむしろフランクの本領は、周辺諸科学の成果を採用することを拒んできた伝統的な法学において、偶像を打破したという点で発揮されたといえよう。

## 略歴
- 1889年 - 生誕。
- 1912年 - シカゴ大学卒業、ファイ・ベータ・カッパに推薦、シカゴで弁護士開業。
- 1914年 - 結婚。
- 1929年 - ニューヨークに移住。
- 1930年 - 『法と現代精神』出版
- 1932年 - イェール大学法学部研究員
- 1937年 - ルーズベルト大統領により証券取引委員会委員に任命
- 1939年 - 同大統領により同委員長に任命
- 1943年 - 同大統領により第二連邦巡回区控訴裁判所判事に任命
- 1946年 - イェール大学講師（ - 1957年）、ニュースクール・フォー・ソーシャルリサーチ講師（ - 1947年）
- 1957年 - 逝去

## 主な著書
- 『法と現代精神("Law and the Modern Mind")』1930年
- 『人もし天使なりせば("If Men Were Angels")』1942年
- "Fate and Freedom: A Philosophy for Free Americans"1945年
- 『裁かれる裁判所"Courts on Trial: Myth and Reality in American Justice"』1949年
- （一人娘のバーバラ・フランクとの共著）『無罪("Not Guilty")』1957年

## 日本語訳
- （児島武雄）『無罪：36の裁判例』(日本評論社，1959年)
- （古賀正義）『裁かれる裁判所』(弘文堂，1970年)
- （棚瀬孝雄・棚瀬一代）『法と現代精神』(弘文堂，1974年)